# Anian Zollner
Anian Zollner (ur. 21 lutego 1969 w Burghausen) – niemiecki aktor filmowy i telewizyjny, scenarzysta.

## Filmografia

### Filmy fabularne
- 1995: Obietnica (Das Versprechen) jako młody Konrad
- 1996: Rohe Ostern jako Sebastian
- 1999: Grzech śmiertelny (Todsünden - Die zwei Gesichter einer Frau, TV) jako Claudio Fernandez
- 2001: Pocałuj mnie, Tygrysie (Küss mich, Tiger!)
- 2003: Luter (Luther) jako landgraf Hesji Filip Wielkoduszny
- 2006: Kein Platz fuer Gerold
- 2008: Wenn wir uns begegnen (TV) jako dr Oliver Holling
- 2008: Der Große Tom jako Robert
- 2009: Hilde jako Ewald von Demandowsky
- 2009: Nie bój się (Keine Angst, TV) jako ojciec Benta
- 2009: Nichts Als Ärger Mit Den Männern (TV) jako Jochen
- 2011: Czas wojny (War Horse) jako wyższy rangą niemiecki oficer[3]
- 2012: Wir wollten aufs Meer jako Wolfram
- 2014: Zorn - Tod und Regen (TV) jako prokurator Sauer
- 2015: Niedokończony interes (Unfinished Business) jako niemiecki nieznajomy
- 2016: Race jako Hans Vons Tschammer

### Seriale TV
- 2001: Doppelter Einsatz jako Lottner, LKA
- 2002-2003: Eva - ganz mein Fall jako Hardenberg jr.
- 2003: Tatort jako Albert Potter
- 2003: Kobra – oddział specjalny jako Leon Zürs
- 2005: SOKO Donau jako Alexander Kollwentz
- 2005: Doppelter Einsatz jako Arno Dietzek
- 2006: SOKO München jako Lorenz Wittig
- 2008: Kobra – oddział specjalny jako Thomas Sturm
- 2009: Doppelter Einsatz jako Christian Feldmann
- 2010: Großstadtrevier jako Rechtsanwalt Krus
- 2011: Telefon 110
- 2011: Tatort jako dr Neuhaus
- 2014: SOKO Köln jako Thomas Hölting
- 2012: Tatort jako Peter Bransky
- 2013: Tatort jako Pedagog szkolny Haller
- 2015: Tatort jako Peter Wendler